# Bundesstraße 179
De Bundesstraße 179 (ook wel B179) is een bundesstraße in Duitsland die loopt door de deelstaat Brandenburg. De B179 begint bij Wildau en loopt verder langs de stad Königs Wusterhausen en verder naar Groß Leine. De B179 is ongeveer 53,3 km lang.
B1 · B2 · B4 · B5 · B75 · B76 · B77 · B87 · B96 · B96a · B96b · B97 · B101 · B102 · B103 · B104 · B105 · B106 · B107 · B108 · B109 · B110 · B111 · B112 · B112n · B113 · B115 · B122 · B156 · B158 · B166 · B167 · B168 · B169 · B179 · B182 · B183 · B187 · B188 · B189 · B190n · B191 · B192 · B193 · B194 · B195 · B196 · B197 · B198 · B199 · B200 · B201 · B202 · B203 · B204 · B205 · B206 · B207 · B208 · B209 · B246 · B320 · B321 · B404 · B430 · B431 · B432 · B434 · B435 · B495 · B501 · B502 · B503